# سفارة اليابان في العراق
سفارة اليابان في العراق هي أرفع تمثيل دبلوماسي لدولة اليابان لدى العراق. تقع السفارة في بغداد وهي تهدف لتعزيز المصالح اليابانية في العراق، السفير الياباني الحالي في العراق هو آكيرا إندو.

## نبذه تاريخية
- افتتحت المفوضية الإمبراطورية اليابانية في بغداد في تشرين الثاني/نوفمبر 1939.
- في 17 كانون الثاني/يناير 1943 اغلقت المفوضية بعد اعلان المملكة العراقية الحرب على قوى المحور، بما في ذلك اليابان.
- في 18 أغسطس 1955، تم استئناف العلاقات الدبلوماسية بين اليابان والعراق.
- في كانون الثاني/يناير 1960 ، تم افتتاح سفارة اليابان في العراق.
- في سبتمبر/أيلول 1991، سحبت اليابان سفيرها من العراق وأغلقت السفارة اليابانية في العراق احتجاجا على ضم الكويت للعراق.
- في عام 2004، أعيد افتتاح سفارة اليابان في العراق بعد سقوط نظام حزب البعث.
- أعلنت سفارة اليابان في العراق في 4 كانون الثاني/يناير 2020، تعليق عمليات إصدار التأشيرات في السفارة، إلا أن عمليات إصدار التأشيرات في القنصلية في أربيل ستستمر. بعد اغتيال قاسم سليماني.
- في 8 كانون الثاني/يناير 2020، أعلنت سفارة اليابان في العراق إغلاقها، ومع ذلك، استمرت خدماتها في القنصلية في أربيل.
- في 6 فبراير 2020، تم إعادة فتح السفارة المغلقة. وفي 17 فبراير 2020، استؤنفت عمليات إصدار التأشيرات التي كانت متوقفة.

## وصلات خارجية
- الموقع الرسمي
- قائمة سفارات اليابان
- قائمة السفارات في العراق